# Núcleo ventral posterolateral del tálamo
El núcleo ventral posterolateral del tálamo (VPL) constituye una agrupación específica de núcleos cerebrales en el aspecto posterior y lateral del territorio lateral del tálamo cerebral. 

## Función
La información que arriba al VPL provienen de diferentes vías que transmiten principalmente el dolor y el sentido de la temperatura del torso y las extremidades. Sobre el lemnisco medial se transmite sobre todo el sentido del tacto y las sensaciones relacionados con la posición conjunta del tronco y las extremidades (propiocepción).